# Illa de la Gaiola
L'illa de la Gaiola (en italià toscà: Isola della Gaiola) és una de les illes més petites de Nàpols, a la regió de Campània, estat d'Itàlia. Es troba davant la costa de Posillipo, al Parc Submergit de Gaiola.
L'illa té aquest nom per les cavitats que omplin la costa de Posillipo (del llatí cavea, en català "coveta", i en llengua napolitana Caviola). Originàriament, l'illa era coneguda com Euplea; donava seguretat a la navegació i hi havia un petit temple.(4)